# 시포나드

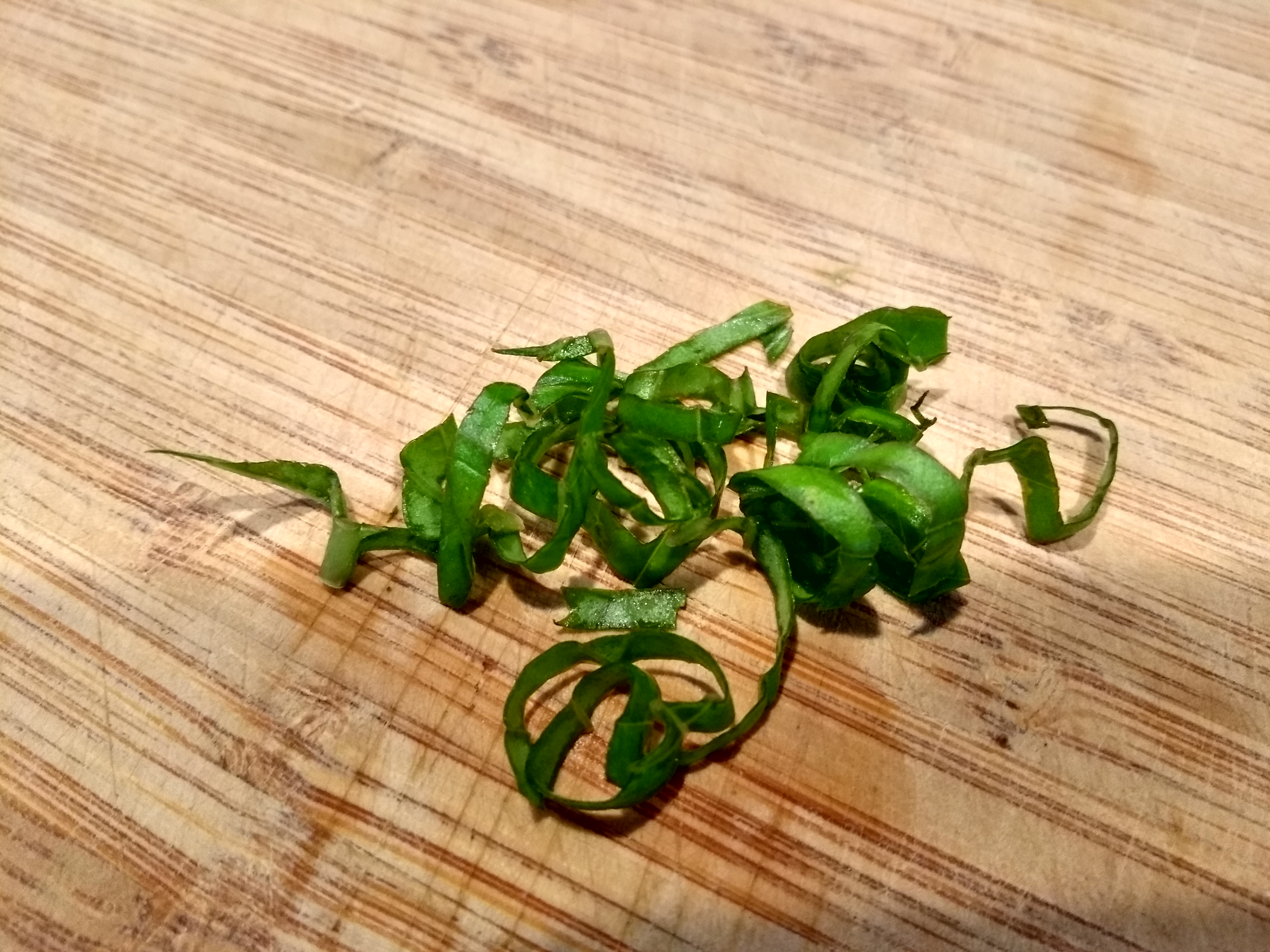
바질을 시포나드 기법으로 자른 모습

시포나드(Chiffonade)는 채소나 향초를 잘게 써는 조리 방법을 말한다. 주로 수프나 샐러드를 만들 때 사용한다.
시금치, 밤색, 근대와 같은 잎이 많은 녹색 채소나 바질과 같은 잎이 납작한 허브를 길고 얇은 조각으로 자르는 썰기 기법이다. 이것은 잎사귀를 쌓고 단단히 감은 다음 잎사귀를 롤에 수직으로 자른다. 이 기법은 얇은 크레이프나 오믈렛에도 적용하여 스트립을 만들 수 있다.
이 기법은 고수풀, 파슬리, 백리향 또는 로즈마리와 같은 작고 좁거나 불규칙한 모양의 허브 잎에는 적합하지 않는다. 칼이 리본을 완성하려면 일관되고 평평한 표면부가 필요하다.
시포나드(Chiffonade)는 프랑스어로 작은 리본을 의미하며, 이 기법에서 잎사귀를 잘게 잘라서 만든 작은 리본을 말한다.

## 같이 보기
- 채썰기